# Гессенская муха
Гессенская муха, или гессенская мушка, или хлебный комарик (лат. Mayetiola destructor) — двукрылое насекомое семейства галлиц. Опасный вредитель злаков.

## Внешний вид
Признаки гессенской мухи: до 1,5 линии (2 мм) длиной, форма тела комара, усики самца коротко-перистые, длиной больше половины тела, у самки — простые, более короткие. Крылья серо-дымчатые, с двумя продольными жилками, из которых вторая около середины раздваивается. Ножки длинные и тонкие, рыжеватые. Брюшко самца узкое, цилиндрическое, у самки — более широкое, заостряющееся и оканчивается довольно длинным втяжным яйцекладом. Цвет тела буро-черный, с красноватыми сочленениями на брюшке.
Личинка до 1,5 мм длиной, желтовато-белая; молодья с красными крапинами, безногая; головной членик состоит из двух полуколец; во рту заметен твердый шип, а надо ртом — 2 членистых придатка; все тело состоит из 13 колец, по бокам которых помещаются 9 пар дыхалец на всех брюшных, кроме последнего, и на 1 грудном. Куколка имеет одну пару волосовидных дыхательных рожков на груди и пару рожков на голове; покоится в ложном коконе блестяще-коричневого цвета, удлиненно-эллиптической, плоско-выпуклой формы, похожа на льняное семя.
— И. Я. Шевырёв, ЭСБЕ

## Жизненный цикл
Ранней весной гессенская муха вылетает из зимовавших коконов и кладёт, каждая в разных местах, от 40 до 80 красноватых яичек на верхнюю сторону листьев озимых или яровых хлебов; через 4—10 дней из яичек вылупляются личинки и затем растут, высасывая соки из молоденьких стеблей и листьев, которые от этого отмирают, а вместо них идут от того же корневища новые побеги. Взрослые личинки окукляются в ложных коконах, помещающихся во влагалищах прикорневых листьев, и, скопляясь здесь по несколько штук, производят луковицеобразные вздутия; иногда коконы спускаются и под землю, по корням до 1,5 врш. в глубину. Все развитие насекомого продолжается около 60 дней, так что в конце весны, или в начале лета, вылетает второе поколение Гессенской мухи, которое складывает свои яйца на зелёные листья пшеницы тех же полей; вновь вылупившиеся личинки сползают к основанию листьев и, поместившись во влагалище листа, высасывают стебель, отчего последний искривляется, скручивается или надламывается, а колос его ко времени созревания оказывается пустым или с очень малым количеством мелких семян. Во время созревания и сбора хлебов вылетает 3-е (летнее) поколение гессенской мухи, которое, за недостатком зелёных частей посевной пшеницы, кладет яйца на листья падалицы и некоторых диких злаков. Из этих яиц развивается и вылетает осенью 4-е поколение, которое нападает вместе с отсталыми экземплярами 3 поколения на всходы озимой пшеницы. Это поколение оказывается наиболее многочисленным и вредным, так как личинки его, поселяясь на очень молодых всходах, быстро высасывают их и доводят иногда до усыхания целые площади озимых посевов. В южной России, при благоприятных условиях, успевает развиться и вылететь в ту же осень 5-е поколение, которое дает начало 1-му поколению следующего года. Число поколений гессенская муха непостоянно и зависит от температуры и влажности лета и места; засуха замедляет развитие личинок и куколок, а потому на Юге летняя (3-я) генерация часто выпадает, так как вылетает только осенью, когда должна бы летать уже 4-я; не всегда бывает и 2-я осенняя; в средней России бывает 3 генерации: весенняя, летняя и осенняя, иногда 4, а в северной России уже только 2—3. Поселившись с осени на каком-нибудь озимом поле, гессенская муха тогда же уничтожают часть его всходов, а другие генерации оканчивают это в течение следующих весны и лета.
— И. Я. Шевырёв, ЭСБЕ

## Борьба с мухой
В статье Энциклопедического словаря Брокгауза и Ефрона (ЭСБЕ), опубликованной в 1893 году, энтомолог И. Я. Шевырёв отмечал большой вред, который гессенская муха наносит полеводству, нападая на культурные злаки, такие как пшеница (особенно вредна для озимой пшеницы), рожь, ячмень, редко овёс, а также на дикие, пырей — такие как Triticum repens, Halcus, Phlaeum.

Повреждения, причиняемые хлебам Г. мухой, замечены впервые в Северной Америке в прошлом столетии. Существует предание, что она была привезена туда из Европы в 1776 г. наемными гессенскими солдатами вместе с их фуражом; тогда же она получила и название Hessian flу, а позже была описана энтомологом Сай (Say) и названа Cecid. destructor. С тех пор и до настоящего времени она производила временами громадные опустошения на пшеничных посевах американцев. В Европе вред от неё был замечен в Германии и Венгрии. В России в 40-х и 50-х годах впервые печатали о причиняемых ею опустошениях, но особенно сильно вред от неё сказался с конца 1870-х годов. Самые северные губернии, в которых были замечены от неё повреждения: Эстляндская, Новгородская, Вологодская, Вятская и Пермская. В западной Европе и в Америке наблюдаются большие промежутки времени (25—27 лет) между годами сильного размножения гессенской мухи, но в России она ежегодно появляется массами то в одних, то в других губерниях. Распространение её совершается перелетами при помощи ветра в перевозкой коконов вместе с соломой. Личинки Г. муха в большом количестве истребляются мелкими паразитными наездниками из родов: Pteromalus, Euryscapus, Ceraphron, Semietellus и Platygaster, которые все найдены и в России. Процент личинок гессенской мухи, пораженных этими наездниками, колеблется периодически в каждой местности и оказывает влияние на необходимость борьбы с ней: когда процент зараженных личинок бывает велик (иногда выше 90 %), то истреблять их не следует, так как при этом будут истреблены полезные паразиты.
— И. Я. Шевырёв, ЭСБЕ
Шевырёв приводил также меры борьбы с насекомым, которые рекомендовались в то время:

1) производить ранние и, вообще, своевременные посевы озимых хлебов ввиду того, что при этом получаются наиболее здоровые и сильные растения, которые, хотя и подвергаются нападениям осеннего поколения Г. мухи, но переносят их сравнительно легко и погибают от них только частью. Другие энтомологи советуют, напротив, возможно поздние посевы озимых хлебов (напр. в конце сентября и в октябре на юге России), рассчитывая при этом на то, что последние взойдут по окончании лета 1-й осенней генерации и таким образом избегнут её нападений. Наконец в иных случаях, в годы очень обильного появления Г. мухи, советуют совсем воздержаться от озимых посевов, заменяя их яровыми. 2) Приманочные посевы пшеницы. Во время созревания озимых хлебов засевают рядом с ними узкие полосы, около 1,5 сажени шириной, пшеницей: на всходы её налетает и откладывает яйца осенняя генерация Г. мухи, которая вылетает из коконов, остающихся на полях после уборки озимых хлебов. Этими приманками ограждают от Г. мухи всходы озимых посевов, появляющихся позднее и концентрируют зло в определенных местах: когда на приманочных посевах личинки начнут коконироваться, их запахивают плугом на глубину 5 врш., после чего личинки и коконы погибают в земле. 3) Уборку хлебов производить раньше, чем зерно совершенно затвердеет и начнет осыпаться; этим предупреждают появление всходов падалицы, на которых Г. муха также откладывает яйца и, следовательно, избегает истребления, какому подвергается на приманочных полосах. 4) Выжигание жнивы на пораженных полях, что производится вслед за уборкой хлеба, раньше вылета Г. мухи из коконов.
— И. Я. Шевырёв, ЭСБЕ